# Maisdon-sur-Sèvre
Maisdon-sur-Sèvre är en kommun i departementet Loire-Atlantique i regionen Pays de la Loire i nordvästra Frankrike. Kommunen ligger i kantonen Aigrefeuille-sur-Maine som tillhör arrondissementet Nantes. År 2022 hade Maisdon-sur-Sèvre 3 071 invånare.

## Befolkningsutveckling
Antalet invånare i kommunen Maisdon-sur-Sèvre
| Referens: INSEE |